# 茨田久比麻呂
茨田 久比麻呂（まんだ の くひまろ、生没年不詳）は、奈良時代の人物。姓はなし。山背国紀伊郡の人。

## 記録
孝謙朝の天平勝宝3年（751年）3月の「茨田久比麻呂解」によると、一族の石男・大垣とともに、大宅賀是麻呂と良賤を争い、山背忌寸族登与足らの東大寺奴婢18人（見寺侍17人）が庚午年籍より五比七比の祖父母籍に良人として貫され、賤民にあらざることを訴えたことが見えている。